# Arnaba
Arnaba (arab. ارنبة) – miejscowość w Syrii, w muhafazie Idlib. W 2004 roku liczyła 1376 mieszkańców.